# Eulamprus luteilateralis
Eulamprus luteilateralis är en ödleart som beskrevs av  Jeanette Adelaide Covacevich och MCDONALD 1980. Eulamprus luteilateralis ingår i släktet Eulamprus och familjen skinkar. IUCN kategoriserar arten globalt som livskraftig. Inga underarter finns listade i Catalogue of Life.